# Каримов, Тимур Искандерович
Тимур Искандерович Каримов (род. 17 марта 2002, Зеленодольск, Татарстан) — российский хоккеист, защитник.

## Биография
Воспитанник казанского «Ак Барса». Перед сезоном 2019/20 перешёл в череповецкую «Северсталь», стал играть за команду МХЛ «Алмаз». В следующем сезоне также провёл 16 матчей в КХЛ. С сезона 2021/22 начал играть и в команде ВХЛ «Буран» Воронеж, где провёл следующие два сезона. На Кубке губернатора Тамбовской области 2024 выступал за «Тамбов», 2 октября перешёл в «Олимпию» Кирово-Чепецк.